# Microthespis dmitriewi
Microthespis dmitriewi es una especie de mantis de la familia Mantidae.

## Distribución geográfica
Se encuentra en Etiopía, Yemen, Irán, Israel, Omán, Pakistán, Somalia y los Emiratos Árabes Unidos.